# GDP平减指数
GDP平减指数（英語：GDP deflator），又稱平均物價指數，是名义GDP与實質GDP的比率，反映了通胀率的大小，表达了货币供给量与货币需求的比例关系。

## 計算
{\displaystyle \operatorname {GDP\ deflator} ={\frac {\operatorname {Nominal\ GDP} }{\operatorname {Real\ GDP} }}\times 100}

## 特点
1. GDP平减指数衡量所有产品与服务价格。
2. GDP平减指数只包括国内的产品，进口不在GDP平減指數部分。
3. GDP平减指数给产品价格以变动的权数。